# Koninklijke Vereniging Steun aan België
Het Nederlands-Belgische hulpfonds Steun aan België is een steunfonds dat in 1927 werd opgericht als steun aan oorlogs-invaliden, weduwen en wezen. Na een aanzienlijke bijdrage van de Familie van Wezel werd het fond ook soms Stichting van Wezel genoemd. 

## projecten
Meerdere huizen in de randgemeentes van Diksmuide en scociale huisvesting in Diksmuide, Nieuwpoort en vooral Roeselare werden het de hulp van het fonds betaald. Enkele voorbeelden daarvan staan hieronder. 
- Huizenrij aan de Kleine Dijk te Diksmuide[3]
- Klein begijnhof Diksmuide (1931)[4]
- Ons Rustoord in Westende (1933)

Deze huizen werden gemerkt met een ingemetselde tegel uitgebracht door De porceleyne fles.